# Manihot irwinii
Manihot irwinii är en törelväxtart som beskrevs av David James Rogers och Subramaniam Ganapthi Appan. Manihot irwinii ingår i släktet Manihot och familjen törelväxter. Inga underarter finns listade i Catalogue of Life.